# Флойд (окръг, Джорджия)
Окръг Флойд (на английски: Floyd County) е окръг в щата Джорджия, Съединени американски щати. Площта му е 1342 km², а населението - 94 198 души. Административен център е град Роум.